# Павел Кукіз
Павел Пйотр Кукіз (пол. Paweł Piotr Kukiz; нар. 24 червня 1963, Пачкув) — польський політик, музикант, автор пісень, актор. У 1984—2013 роках — лідер групи «Piersi». Кандидат на президентських виборах 2015 року, депутат Сейму 8-го терміну. Ініціатор Виборчої комісії «Kukiz'15» та голова парламентської партії «Kukiz'15» з 2015 року.

## Біографічні відомості
Онук Маріана Кукіза, лідера Державної поліції Другої Речі Посполитої, вбитого у червні 1941 р. під час масової різанини у в'язницях НКВС у Львові. Син Маріанни і Тадеуша (лікара і активіста Східних кресів). З 1991 року одружений з Малгожатою, має трьох дочок: Юлю (1991 р.н.), Полю (1994 р.н.) та Ганну (2000 р.н.).
Музикант за фахом, отримав загальну середню освіту. У Немодліні він закінчив початкову школу та загальну середню школу у 1981 році. За кілька років, у 1984-му, у Немодліні Павел Кукіз створив разом з Рафалом Єжирскім, Збишеком Моцдьзерським та Оріном гурт «Piersi». Вивчав адміністрацію у Вроцлавському університеті, а потім юридичні та політичні науки у Варшавському університеті, проте не закінчив жодного з цих вишів.

## Музична кар'єра
У 1980-х роках він був засновником та вокалістом у різних рок-групах, таких як CDN, Hak та Aya RL.
У 1984—2013 роках він був лідером команди «Piersi». Разом з цією групою Павел Кукіз випустив дев'ять альбомів. Між іншим, твір «ZChN zbliża się» вважався надто контраверсійним у той час, а рок-гурт тоді було звинувачено у образі релігійних почуттів.
З 1989 по 1993 рік Павел Кукіз виступав вокалістом групи «Emigranci».
У 2001 році брав участь у музичному проекті «Yugoton», а в 2007 році в його продовженні — «Yugopolis».
У 2003 році в світ виходить перший та єдиний альбом дуету «Borysewicz & Kukiz», де Павел Кукіз співає в супроводі гитариста Яна Борисевича з залученням сесійних музикантів .
У свою чергу, у 2010 році разом з Мацеєм Маленьчуком він записав компакт-диск з репертуаром відомого свого часу «Kabaret Starszych Panów» — «Starsi panowie».
У дуеті з польським репером Піхом він співав пісню «Młodość» в альбомі «Bal matural» (2014). Продюсерами альбому виступили Роберт Менчинський і Ян Борисевич.

## Участь у телевізійних проектах
У 1995 році Павел Кукіз зіграв головну ролю в сенсаційному фільмі «Дівчачий путівник» Юліуша Махульського.
У 1998 році разом з польським репером і актором Болеком Павел Кукіз виконує головну роль у фільмах «Понеділок» (1998), та «Вівторок» (2001) режисера Вітольда Адамека.
З 2009 року разом з Мареком Городнічим Павел Кукіз організував публіцистичну програму «End of the End» на TVP1.
У 2010 році він входить до журі на англійському пісенному фестивалі в місті Бжеґ.
У другій половині 90-х Павел Кукіз з'явився в рекламі «Pepsi». За його словами, він рекламував цей бренд «за гроші». Ця подія здобула належну реакцію суспільства. Так, у 1999 році рок-гурт «Kazik na Żywo» співає: «Spragniony, do picia nieledwie się zbliżam, wiedziony reklamą z udziałem Kukiza»; останні слова є алегорією та безпосередньо стосуються Павла Кукіза.

## Громадська та політична діяльність

#### Діяльність до 2014 року
На виборах Президента Польщі 2005 року Павел Кукіз бере участь в почесному комітеті підтримки кандидатури Дональда Туска — засновника партії «Platforma Obywatelska». У 2006—2007 роках він також підтримав кампанію місцевого самоврядування Ганни Гронкевич-Вальц та парламентську партію «Platforma Obywatelska».
У 2009 році Павел Кукіз став головним редактором порталу nieobecni.com.pl. Цей інтернет-ресурс присвячений вшануванню померлих поляків, пошуку та реєстрації цвинтарів, на яких поляки поховані.
2012 року за посередництва громадської оргаганізації «Powiernictwo Polskie» Павел Кукіз записав пісню з назвою «Heil Sztajnbach». У тексті пісні надано своєрідну оцінку діяльності опонентів «Powiernictwa Polskiego» — «Powiernictwa Pruskiego» та її очільниці Еріки Штейнбах.
У 2010 році в студії Rzeczpospolita TV Павел Кукіз оголосив себе католицьким фундаменталістом. Того ж року на виборах Президента Польщі він публічно підтримав кандидатуру Марека Юрека від християнсько-консервативної партії «Prawica Rzeczypospolitej». У тому ж році він підписав звернення до Європарламенту від НГО «Fundacji Mamy i Taty» «Вся Польща захищає дітей». У цьому документі підписанти протестують проти європейського параду сексуальних меншин, що його було заплановано на липень 2010 року у Варшаві. Павел Кукіз заявив, що є противником абортів та протистоїть усиновленню дітей гомосексуалами.
У 2010 та 2011 роках він був членом комітету підтримки Marszu Niepodległości від молодіжної націоналістичної організації «Młodzież Wszechpolską» та ультраправого руху «Obóz Narodowo-Radykalny». Втім, у 2012 році Павел Кукіз вийшов з комітету підтримки.
Він почав займатися політичною діяльністю, проповідуючи переважно лозунг підтримки введення одномандатних виборчих округів та, зокрема, брав участь в організації «Zmieleni.pl». У 2011му він також брав участь у акції руху Pro-life «Збережи святого!».

#### Діяльність після 2014 року
На виборах місцевого самоврядування в 2014 році Павел Кукіз був обраний радником Сейму Нижньосілезького воєводства; він також став членом двох комісій: зовнішньої співпраці та культури, науки та освіти.
В лютому 2015 року він оголосив про свій намір взяти участь у президентських перегонах 10 травня того ж року. За підсумками голосів Павел Кукіз посів третє місце серед 11 кандидатів, з 3 099 079 голосами або 20,8 % від загальної кількості дійсних голосів. Офіційно він не підтримав жодного з кандидатів у другому турі. У липні 2015 року виборчим комітетом Kukiz'15 Павел Кукіз призначений для участі у осінніх парламентських виборах. Він очолив список цього комітету у Варшавському окрузі, згодом отримав 76 675 голосів виборців і здобув парламентський мандат. У грудні 2015 року з метою ухвалення нової конституції Польщі була утворена «Асоціація Kukiz'15», а Павел Кукіз став її президентом.

## Нагороди та відзнаки
- 1995: Нагорода Фундації Культури Польської (Кінофестиваль у Гдині) за фільм «Girl Guide»[6]
- 2003: Номінація на премію в галузі музики «Fryderyk» в категорії «Альбом Року Поп» (Ян Борисевич, Павел Кукіз — Borysewicz & Kukiz)[7]
- 2006: Відзнака «Order Uśmiechu»[8]
- 2008: Медаль Świętego Brata Alberta[9]
- 2016: Відзнака «Nagroda Kisiela» в категорії «Політик»[10]